# Сыровары (село)
Сыровары (укр. Сировари) — село в Озёрнянской сельской общине Тернопольского района Тернопольской области Украины.
До 2020 года входило в Зборовский район.
Код КОАТУУ — 6122681004. Население по переписи 2001 года составляло 277 человек.

## Географическое положение
Село Сыровары находится на левом берегу реки Высушка, недалеко от её истоков,
ниже по течению на расстоянии в 0,5 км расположено село Белковцы,
на противоположном берегу — село Яцковцы.

## История
За сотни лет существования села его название несколько раз менялось. Изначально оно называлось Сервироги, а в конце XVII века стало называться Сервиры (Сервыры). Об этом сообщили в 1927 году в газете «Діло» (Львов, Польша) жители села, среди которых был д-р Годованый, уроженец села, журналист, историк и общественный деятель: «… И так наше село называется не Сервиры (укр. Сервіри), только с древнейших времен известно оно под названием Сервыры (укр. Сервири). В самых старых сохранившихся метриках присутствует даже название Сервироги…». В 1939 году Тернопольщина была присоединена к УССР. После войны село получило новое название — Сыровары.
Первые документальные упоминания о селе Сервироги относятся к началу 40-х годов XVI века. В 1539 году, после смерти князя Ильи Константиновича Острожского, на границе Короны (Польши) и Великого княжества Литовского возник конфликт, который нашел свое отражение в письме великого князя литовского Сигизмунда Августа к отцу, королю Польши, Сигизмунду I:
«Его Величеству королю Старшему от Его Величества короля Младшего … о захвате сел, земель, прудов… года 1545
…Наияснейший Король, Господин и Отец. Потрясены мы бесчисленными жалобами Волынян о том, что соседи их из Коронных земель не только их подданных и земли забирают, но даже и села занимают, и с каждым днем чем дальше, тем больше сокращают Великое княжество Литовское; этими днями ещё несколько сенаторов и рыцарей донесли нам от имени княгини Беаты, бывшей жены князя Ильи Константиновича Острожского, что вельможный Каштелян краковский занял семь сел, Глыбочек, Вертелка, Мшанец, Сервироги, Озерна, Цебровщина и др. и сорок два посада от замка Чернеховского… Также другие польские соседи земель Колоденских, той же княжьей вдовы, ограбили на целую милю, а подданных частью разогнали, а частью, ограбивши, в неволю забрали…».
В описании границ Польши и Литвы 1546 года село Сервироги названо среди «…кнегини Ильиное селъ старыхъ звѣчистыхъ, которые тягнули отъ дѣдовъ и прадѣдовъ ку Чернехову и служили предкомъ князей Збаражскихъ и потомкомъ ихъ ажъ до кнегини Ильиное, а забраны по смерти князя Ильиное…».
То есть, село Сервироги было уже в те времена достаточно старым. Основано оно было, вероятно, во второй половине XV века, а название свое получило от фамилии основателя или первого владельца. Род Сервирогов относится к старинным шляхетским родам Великого княжества Литовского.
После захвата селом некоторое время владел краковский кастелян Ян Тарновский, основатель Тернополя. Затем, с 1543 года, — кастелян познанский Анджей Гурка, присоединивший село к золочевскому ключу.
В 1598 году Сервироги (Сервыры) упоминаются среди сел золочевского ключа маєтностей, которые перешли от Чарынковских в собственность Марка Собесского. Марк Собесский, его сын Якуб, бывший краковским кастеляном (умер в 1646 г.), сын Якуба Ян Собесский, король Польши в 1676—1696 г.г., большое внимание уделяли рыбному промыслу на этих землях. С конца XV века рыбный промысел и поселения на берегах Чёрного моря были невозможны вследствие захвата турками. Потеря доступа к рыболовству на море вынудила польских магнатов создавать на своих землях пруды для разведения рыбы.
Во время восстания под предводительством Богдана Хмельницкого Львовская земля (и село Сервироги) очень сильно пострадали. Сохранились присяги 1649 г. крестьян о том, что опустошенные (козаками и татарами) села не могут платить налог: «367. Ll. Chwedor Sahan de v. Oleiow, Iakim Dukow de v. Bilokrynica, Anton de v. Serwirogi, Hryc de v. Iackowce et Ivan de v. Baytkow — subditi m. Theophilae Sobeska, p.i. — по причине опустошения сел, мельниц, церквей, сожжения корчм, не смогли мы с вышеназванных сел ключа Олевского собрать необходимые налоги, собрано только 35 злотых».
В 1669 году в Сервирогах останавливался Александрийский патриарх Паисий. Тут он написал послание в поддержку епископа Львовского, Галицкого и Каменецкого Иосифа, лигитимность назначения которого несколько лет оспаривалась другими иерархами православной церкви.
С середины XVIII века в метрических книгах парафии Олеев о крещении и венчании встречается новое название села — Сервиры (Serwiry). Позже появились и другие варианты — Сервыры (Serwyry), Серверы (Serwery).
В конце XVIII века Сервыры стали территорией Австро-Венгрии. В это время они были шляхетским хутором, принадлежавшем семье Комарницких. «… Лукаш, граф Комарницкий, владел, кроме Золочева, селами: Тростянец, Ярославице, Сервыры (Serwyry) и Несторовце. Имел двух сыновей, Александра и Гжегожа, которым, умерая в 1816 году, отдал вышеперечисленные села, за исключением Нестеровиц, которое записал на дочь…».
В 1880 году в селе проживало 375 русинов и 88 поляков. Греко-католики имели церковь в селе, а католики относились к парафии в Езерной. В 1865 году открылась одноклассная школа.
После распада Австро-Венгрии, село Сервиры снова оказалось в составе Польши, а с 1939 по 1991 годы — в УССР (СССР).

## Объекты социальной сферы
- Школа I ст.
- Клуб.
- Фельдшерско-акушерский пункт.
- Магазин